# Доротеја
Доротеја је женско име које се у користи у многим језицима. Води порекло из латинског облика грчког имена Доротеа (грч. Δωροθεα) и има значење: дар божји.
Доротија (мађ. Dorottya), је женско име које се користи у мађарском језику.

## Имендани
- Дора:6. фебруар.
- Теодора : 28. април., 11. септембар.
- Дорина (мађ. Dorina):  2. септембар.
- Дорабела (мађ. Dórabella): 6. фебруар., 31. август.
- Дорен (мађ. Doren):  6. фебруар., 2. септембар.
- Доринка (мађ. Dorinka):  6. фебруар., 2. септембар.
- Дорит (мађ. Dorit),
- Дорка,
- Доротеја(мађ. Dorotea),
- Дороти (мађ. Doroti).

## Варијације имена у језицима
-,
-,
-.

## Познате личности
- Доротеја Цезарејска
- Доротија Марија (енгл. Mária Dorottya) (1797–1855), вуртенбершка кнегиња,
- Доротија Канижаји (енгл. Kanizsai Dorottya) мађарска косовка девојка (Мохачка битка).